# Nampindi
Nampindi è una circoscrizione rurale (rural ward) della Tanzania situata nel distretto di Bunda, regione del Mara. Conta una popolazione di 9 639 abitanti (censimento 2012).